# Lom (Bulgarije)
Lom (Bulgaars: Лом) is een stad in het noordwesten van Bulgarije. Met 19.754 inwoners is het de tweede stad van de oblast Montana. Op 31 december telt de gemeente Lom (de stad inclusief nabijgelegen dorpen) zo’n 24.543 inwoners. Lom ligt aan de rechteroever van de Donau, in de nabijheid van de monding van de gelijknamige rivier in de Donau. Op de linkeroever van de Donau ligt Roemenië, maar er is geen vaste oeververbinding.
Lom ligt 162 km ten noorden van Sofia en 56 ten zuidoosten van Vidin.

## Bevolking
Op 31 december 2018 telt de gemeente Lom 24.543 inwoners: 19.754 in de stad Lom en 4.789 in een van de negen omliggende dorpen. Na de val van het communisme neemt de bevolking drastisch af, vooral op het platteland.
| stad Lom          | 15.255 | 22.902 | 28.196 | 30.540 | 32.121 | 31.133 | 27.897 | 22.507 | 19.754 |
| omliggende dorpen | 23.113 | 17.083 | 14.866 | 13.132 | 10.758 | 9.127  | 7.180  | 5.632  | 4.789  |
| gemeente Lom      | 38.368 | 39.985 | 43.062 | 43.672 | 42.879 | 40.260 | 35.077 | 28.139 | 24.543 |

#### Bevolkingssamenstelling
Volgens de volkstelling van 2011 vormen Bulgaren een meerderheid van de bevolking. Ongeveer 79% van de bevolking van de stad Lom identificeert zichzelf als een etnische Bulgaar. In de gemeente Lom loopt dit percentage op tot wel 81% van de bevolking. De grootste minderheid vormen de Roma met zo’n 19% van de totale bevolking van de stad, terwijl ze in de gemeente Lom zo’n 17% van de bevolking vormen.

## Zustersteden
Lom is verzusterd met de volgende steden:
- Debar, Noord-Macedonië
- Linz, Oostenrijk
- Lom, Noorwegen
- Niš, Servië
- Freiburg im Breisgau, Duitsland

## Geboren
- Marjan Ognjanov (30 juli 1988), voetballer